# Dorcadion afflictum
Dorcadion afflictum là một loài bọ cánh cứng trong họ Cerambycidae.